# Republika Nová Granada
Republika Nová Granada byl centralistický unitární stát existují mezi roky 1831 a 1858 na pomezí Jižní a Střední Ameriky. Rozkládal se na území moderní Kolumbie a Panamy a menších částech Kostariky, Ekvádoru, Peru, Venezuely a Brazílie. Navazoval na zaniklou republiku Velká Kolumbie, od které se odštěpily Ekvádor a Venezuela. V roce 1858 se republika transformovala do Granadské konfederace.